# Ubari (Meteorit)
Der Ubari-Meteorit, Synonym Oubari-Meteorit oder Fezzan-Meteorit, ist ein ursprünglich 8 Kilogramm schwerer Meteorit, der am 27. September 1944 im Erg Ubari (Fessan) in der Libyschen Wüste gefunden wurde.

## Fundort und Fundkontext
Während des Zweiten Weltkriegs besetzten französische Streitkräfte im Januar 1943 den Fessan. Darunter befanden sich Spezialeinheiten der Compagnie Méhariste du Hoggar, die in der Sahara unter anderem für die „Befriedung“ der Tuareg-Gebiete, die Überwachung von Karawanen und Wegen, aber auch für geologische und topologische Analysen zuständig waren. Einer dieser Kamelreiter war der in der Oasensiedlung Ubari stationierte Geologe Maurice Lelubre (1916–2005). Im Erg Ubari fand er am 27. September 1944 etwa 2 km von der kleinen Oase Gaberoun entfernt (26° 48‘ N, 13° 35‘ O) zerbrochene Stücke (Fragmente) eines Meteoriten, die durch ihre pechschwarze Farbe im hellen Sand auffielen.
Die Fragmente lagen in den westlichen Ausläufern der großen Düne von Gaberoun, etwa auf halber Höhe der steilen Nordflanke. Lelubre fand ein Streufeld in elliptischer Form vor, die Hauptachse war in Ost-West-Richtung ausgerichtet und 5 m lang, die Nebenachse betrug 3 m. Außerhalb der Ellipse befanden sich keine Fragmente. Die größten Stücke lagen in unmittelbarer Nähe zur Mitte und die kleinen Trümmer sowie Meteorstaub verstreut an den Enden der Ellipse. Alle Teile lagen auf dem Sand, keines war im Sand versunken, was darauf hinweist, dass der Kleinkörper beim Impakt nicht stark versank.

## Wissenschaftliche Untersuchungen
Nach der Entdeckung gelangten die Bruchstücke umgehend nach Paris, wo sie unter anderem der berühmte Mineraloge und Geologe Alfred Lacroix untersuchte. Für den Ubari-Meteorit wurde ein Gewicht von insgesamt 8 kg ermittelt. Sehr wahrscheinlich zerbrach er nicht beim Aufprall, sondern zerplatzte beim Eintritt in die Erdatmosphäre, was heute als spezifisch bei Streuellipsen und nicht vorhandenen Einschlagkratern angesehen wird. Obwohl es sich teilweise um einen stark zerkleinerten Fund handelt, weisen die Fragmente eine einheitliche und primäre poikilitische Struktur des Steins auf: grobe Kristalle von Hypersthen, die unregelmäßig Olivin, Diopsid und Klinopyroxene zusammenballen. Lacroix beschrieb den Meteorit von Ubari zusammenfassend als einen Chondrit mit einer brekziösen, pyroxeno-peridotischen und siderischen Kristallstruktur, jedoch arm an Feldspat, stark von mechanischen Einwirkungen betroffen und reich an kantigen oder stumpfen Fragmenten.
Klassifiziert wurde der Ubari-Meteorit in die Chondrit-Gruppe LL6. Dabei handelt es sich um die am wenigsten vorkommende Klasse der gewöhnlichen Chondrite mit niedrigem Eisen- und Metallanteil (LL), die sich durch ihren geringen Gehalt an siderophilen Elementen, ziemlich großen Chondren und Sauerstoff-Isotopen auszeichnet und deutlich über der terrestrischen Fraktionierungslinie liegt als andere gewöhnliche Chondrite. LL-Chondrite vom petrologischen Typ 6 kamen bisher nur in 10–11 % der beobachteten gewöhnlichen Chondritenfälle und 8–9 % aller Meteoritenfälle vor. Es wird angenommen, dass die gewöhnlichen Chondrite von drei Mutter-Asteroiden stammen. Wie der Ubari sind viele LL-Chondrite Brekzien.
Wann der Meteorit auf der Erde einschlug, ist unbekannt. Seine Fragmente befinden sich heute in der Mineraliensammlung des Muséum national d’histoire naturelle in Paris.